# Euophrys kataokai
Euophrys kataokai es una especie de araña saltarina del género Euophrys, familia Salticidae. Fue descrita científicamente por Ikeda en 1996.
Habita en Rusia, Corea, China y Japón.